# Евгений Долматовски
Евгений Аронович Долматовски (22 април [ 5 май ] 1915 г., Москва – 10 септември 1994 г., Москва) – руски съветски поет, автор на думите на много известни песни, военен кореспондент.

## Биография
Роден на 22 април [ 5 май ] 1915 г. в Москва в семейството на адвокат, член на адвокатската колегия, доцент в Московския юридически институт, Арон Моисеевич Долматовски (1880 – 1939, репресиран) и Адела Марковна (Адела Мееровна) Ингал (1884 – 1958). Неговият дядо Меер Нутович Ингал (1844 – ?), търговец от Новоград-Волински, Волинска губерния, е записан в търговското съсловие и през 1885 г. се установява със семейството си на улица „Николская“, № 157, в Ростов на Дон. От страна на баща му прадядо му Лейб Йоселевич Долматовски (1821 – ?) живее в Ростов на Дон от 1846 г., където неговият син Мойсей Лейбович (1846 – ?) отваря магазин за конфекция и до 1890 г. става търговец от 1-ва гилдия. Семейство Долматовски живееше на булевард „Болшой проспект“, № 24.
В ранните си детски години Евгений живее в Ростов на Дон и най-накрая се премества в Москва през 1924 г. Започва да пише поезия като ученик и веднъж на училищна поетична вечер, където участват поетите Гастев, Решин, Луговской, докато чете поезия, Луговски влиза в спор с него и казва, че може да предложи по-добри стихове. Луговской го изкарва на сцената, той се нарича „Женя Долматовски“ и чете стихотворение. „Е, това не е по-добре“, отбелязва Луговской, „но ви желая успех“.
През годините на обучение в Педагогическия техникум започва да публикува в пионерския печат. През 1932 – 1934 г. работи по строителството на московското метро. През 1937 г. завършва Литературния институт. Първата книга с лирични стихове на Долматовски е публикувана през 1934 г. На заседание на Организационния комитет на Съюза на съветските писатели на 15 юни 1934 г. той е критикуван за приятелството си с Павел Василиев.
На 28 март 1938 г. баща му е арестуван по обвинение в участие в контрареволюционна организация (екзекутиран на 20 февруари 1939 г.).
От 1939 до 1945 г. Е. А. Долматовски, като военен кореспондент, е в активни части на Червената армия, в освободената Западна Беларус по договора Молотов-Рибентроп, във войната с Финландия. В началото на Великата отечествена война през август 1941 г. той е обкръжен в Уман и е ранен в главата и ръката. В района на гората Зельоная Брама е заловен, откъдето успява да избяга. Той се укрива в окупираната територия, пресича фронтовата линия на 4 ноември 1941 г. (тези събития са отразени в стихотворението „Изчезнал в действие“ и в мемоарите „Беше: бележки на поета“). След това има проверки в специален отдел от НКВД, след което през януари 1942 г. се връща на служба с чин батальонен комисар (майор). Воюва в дивизията на полковник Александър Родимцев, с когото са приятели от 1939 г. При Сталинград е ранен в крака. Неговият военно-исторически документален разказ „Зелената порта“ е посветен на битките при Уман.
Член на ВКП(б) от 1941 г. Присъства като военен кореспондент при подписването на акта за безусловна капитулация на Германия (1945 г.). Член на Съюза на писателите на СССР.
Работил е в Сталинград, той е автор на сценария за филма „Поема за сталинградците“, който е заснет от режисьора Виктор Кадиевич Магатаев в телевизионното студио във Волгоград през 1987 г. Филмът е посветен на 45-ата годишнина от началото на Сталинградската битка.
Най-голямата слава на Долматовски идва от песните, написани по негови стихове („Случаен валс“, „Песен за Днепър“, „Опълченци“ от М. Г. Фрадкин, „Сормово лирика“ от Б. А. Мокроусов, „Любима моя“ от М. И. Блантер, „Второ сърце“, „Любим град“ и „Лизавета“ от Н. В. Богословски), много от които са чути в популярни филми („Бойци“, „Александър Пархоменко“, „Среща на Елба“). Песента „Кафяво копче“ също придобва популярност, чийто текст е фолклорна адаптация на стихотворението на Долматовски „Копче“ (1939).
Кореспондира с много писатели. Според адвоката, член на Съюза на журналистите на Руската федерация Андрей Билков, Долматовски публикува кореспонденцията си с дядо си, писателя Алексей Алексеев, в книгата си „Това се случи“.